# 폴아웃 4
《폴아웃 4》(Fallout 4)는 베데스다 게임 스튜디오 개발 및 베데스다 소프트웍스 배급의 액션 롤플레잉 비디오 게임이다. 폴아웃 시리즈의 다섯 번째 주요 작품으로서, 2015년 11월 10일 마이크로소프트 윈도우, 플레이스테이션 4, 엑스박스 원으로 발표되었다. 게임의 무대는 오픈 월드 포스트 아포칼립스 환경인데, "커먼웰스"로 통칭되는 보스턴 시와 매사추세츠 일대를 포함하고 있다. 핵심 이야기는, 《폴아웃 3》에서는 10년, 미국을 가로지르는 파멸적 핵괴멸 "대전쟁"에서는 210년의 세월이 흐른 2287년을 시점으로 한다.
플레이어는 "유일한 생존자"로 지칭되는 캐릭터를 조종한다. 지하 낙진 방공호 볼트 111에서 장기간의 극저온 수면에서 깨어난 유일한 생존자는, 배우자 살해 및 아들 납치를 당한 상태로 커먼웰스로 모험을 시작하여 잃어버린 아들을 조사한다. 플레이어는 그러면서, 게임의 다양한 퇴락하는 세계의 탐험, 각종 임무의 완수, 파벌에 대한 지원, 캐릭터 능력의 향상을 위한 능력치 습득을 수행한다. 시리즈 최초로 정착지 개발 및 관리 기능과 주변 환경에서 발견한 재료들이 마약, 폭발물 제작 및 무기, 방어구 향상 및 정착지 건설, 가구 배치, 개선에 사용되는 광범한 제작 시스템이 생겼다. 《폴아웃 4》는 주인공의 모든 음성을 제공하는 기능도 시리즈 최초 도입되었다.
《폴아웃 4》는 평론가의 긍정적 평가를 얻었으며 세계관의 깊이, 플레이어의 자유, 콘텐츠와 제작과 사운드트랙의 전반적 질이 대개 호평받았다. 한편 비주얼 및 기술적 결함에 집중적으로 비판이 일었다. 출시 24시간 내 미화 7억 5,000만 달러의 수익을 거두는 등 상업적으로 대성공했고 각종 게이밍 출판부 및 수상 행사에서 많은 상을 받았다. 대표적인 예로, 올해의 게임과 아카데미 오브 인터랙티브 아트 앤 사이언스 최우수 게임과 영국 아카데미 게임상이 있다. 베데스다는 확장팩 《파 하버》와 《누카 월드》를 포함한 총 여섯 종의 다운로드 가능 콘텐츠를 발표했다.

## 평가
평론 제공 사이트 메타크리틱에 따르면, 《폴아웃 4》에 대한 평론가의 평가는 세 플랫폼 모두에서 호의적이다. 게임스팟의 피터 브라운은 10점 만점의 9점을 수여하였고, "《폴아웃 4》은 스타일의 요지에 관련해 논쟁적이며, 위대한 오픈월드 시리즈에 훌륭한 요소를 추가시켰다."고 기술했다. 브라운은 "시사하는" 내러티브, "직관적" 제작 도구, 많은 양의 콘텐츠, 전투 및 플레이어의 자유도 전반을 호평했다. 10점 만점에 9점을 매긴 게임 인포머의 앤드류 레이너는, "베데스다는 또다시 당신 삶을 부여잡는 게임을 창조했다. 새로운 경험들이 물밀듯 들어오며, 당신은 언제나 해제할 수 있는 퍽을 갖고 있다."고 말했다. 레이너는 "대단히 발전한" 전투, "밀도 높은" 세계, "뛰어난" 음악에 높은 평가를 주었지만, 비주얼은 탐착지 않았다. 10점 만점에 9.5점을 부여한 IGN의 댄 스테플톤은 "《폴아웃 4》의 세계와 탐험과 제작과 분위기와 이야기 그 모두가, 이 무지무지하게 성공한 샌드박스 롤플레잉 게임의 핵심 요소다. 유적에서 수집 및 비축해야 할 좋은 이유들과, 강력한 동료와, 힘든 결정을 내리게 만드는 동정가는 악당들이 선사하는 이 모험이, 나를 필시 다시 플레이하고 다시 방문하게 한다. 설령 기술적 불안정이 발생된다 하더라도, 그 가속도를 결코 늦추지 못할 것이다."라고 평론했다.

## 주요 캐릭터
아서 맥슨(Arthur Maxson): 아서 맥슨은 브라더후드 오브 스틸(Brotherhood of Steel)의 가장 젊고 카리스마 넘치는 지도자입니다. 그는 프리드웬(Prydwen)과 함께 커먼웰스(Commonwealth)에 도착하여 플레이어 캐릭터와 조우하고 인스티튜트(Institute)에 맞서는 대규모 전쟁을 시작합니다. 인스티튜트 공격 중 맥슨은 자신의 T-60 파워 아머와 '파이널 저지먼트(Final Judgment)'라는 갯틀링 레이저를 사용합니다. 브라더후드 진영을 선택하면 플레이어를 센티넬(Sentinel) 계급으로 승격시킵니다. 하지만, 플레이어가 인스티튜트나 레일로드(Railroad) 진영을 선택할 경우 맥슨과의 관계는 갈등을 빚을 수 있습니다.
데스데모나(Desdemona): 데스데모나는 레일로드라는 비밀 조직의 지도자입니다. 그녀는 신스(Synth)의 자유를 위해 싸우며 작전의 안전을 책임집니다. 지도자로서, 그녀는 유일한 생존자(Lone Survivor)와 협력할 때 존경을 받을 수 있으며 인스티튜트를 상대로 한 행동에서 중요한 동맹국이 될 수 있습니다. 데스데모나는 보안과 작전 계획을 개선하여 조직을 더욱 효과적으로 만들었습니다.
프레스턴 가비(Preston Garvey): 프레스턴은 미니트맨(Minutemen)의 충성스러운 일원입니다. 미니트맨의 몰락 이후에도 마지막 생존 부대를 이끌고 있습니다. 유일한 생존자와 만나고 난 후, 그는 생추어리 힐즈(Sanctuary Hills)를 재건하는 것을 도우며 미니트맨을 다시 일으키기 위해 노력합니다.
코즈워스(Codsworth): 코즈워스는 유일한 생존자의 미스터 핸디(Mister Handy) 모델 로봇 집사입니다. 폭탄이 떨어진 후 210년 동안 살아남았으며 유일한 생존자에게 충성스럽게 봉사해 왔습니다. 코즈워스는 유일한 생존자에게 다양한 도움을 제공하며, 최대 호감도를 달성하면 '로봇 동정심'이라는 특성을 부여합니다.
팔라딘 댄스(Paladin Danse): 댄스는 브라더후드 오브 스틸의 팔라딘으로, 유일한 생존자와 가까운 관계를 맺을 수 있습니다. 그는 인간이 아닌 존재들, 특히 신스에 대해 강한 증오를 품고 있습니다. 그러나 이야기가 진행되면서 댄스가 사실 신스라는 사실이 밝혀지며, 이는 그를 어려운 상황에 빠뜨립니다. 유일한 생존자는 그의 운명을 결정해야 하는 큰 선택에 직면하게 됩니다.
네이트(Nate): 네이트는 자원 전쟁(Resource Wars)에서 싸운 군인으로, 메달을 받은 적이 있습니다. 그는 가족과 함께 볼트 111(Vault 111)에 동결 상태로 있다가 깨어나고, 샤운(Shaun)이 납치되는 것을 목격하게 됩니다. 만약 플레이어가 네이트를 선택한다면, 노라(Nora)의 죽음을 목격하게 될 것입니다.
파이퍼 라이트(Piper Wright): 파이퍼는 다이아몬드 시티(Diamond City)에 거주하는 기자로, 진실을 밝히는 데 전념하고 있으며 레일로드와 긴밀한 관계를 맺고 있습니다. 그녀는 신스에 대한 공감을 표하며 브라더후드 오브 스틸에 대해 공개적으로 반감을 드러냅니다.
샤운(Shaun): 그는 실험 목적으로 인스티튜트에 의해 납치된 아기입니다. 샤운은 인스티튜트에 의해 3세대 신스 프로젝트에 사용되었으며, 나중에는 인스티튜트의 지도자가 됩니다.
케이트(Cait): 케이트는 어려운 과거를 지닌 전사로, 유일한 생존자의 동료가 될 수 있습니다. 그녀는 인생의 어려움을 극복하기 위해 '사이코(Psycho)'라는 약물에 중독되어 있지만, 유일한 생존자의 도움으로 이 중독에서 벗어날 수 있습니다.
켈로그(Kellogg): 켈로그는 인스티튜트를 위해 일하며 유일한 생존자의 가족 비극에 책임이 있는 용병입니다. 험난한 과거를 가진 그는 잔인한 성격으로 알려져 있으며, 유일한 생존자의 주요 적수 중 한 명입니다.
디콘(Deacon): 디콘은 레일로드의 신비로운 일원으로, 자신의 과거에 대해 자주 거짓말을 하지만 조직에 충실하게 봉사하는 인물입니다. 그는 신스 반대 집단에서 돌아선 후 레일로드에 합류했습니다.
도그미트(Dogmeat): 도그미트는 유일한 생존자의 충성스러운 개이자 중요한 동료입니다. 그는 유일한 생존자를 돕고 추적 능력으로 주목받고 있습니다.